# Asić
Asić je priimek v Sloveniji, ki ga je po podatkih Statističnega urada Republike Slovenije na dan 1. januarja 2010 uporabljalo 8 oseb in je med vsemi priimki po pogostosti uporabe uvrščen na 20.733. mesto.

## Znani tuji nosilci priimka
- Jelka Asić (1922—1979), hrvaška operna pevka
- Milan Asić (1917—1986), hrvaški dirigent in skladatelj